# Липовка (Холстовский сельсовет)
Ли́повка (бел. Ліпаўка) — деревня в составе Холстовского сельсовета Быховского района Могилёвской области Белоруссии.
До 2013 года входила в состав упразднённого Борколабовского сельсовета.

## История
В 1913 году действовала школа.

## Население
- 2010 год — 64 человека